# Mario Pomilio
Mario Pomilio (n. 14 ianuarie 1921, Orsogna, Abruzzo, Italia – d. 3 aprilie 1990, Napoli, Italia) a fost un jurnalist, politician și scriitor italian al secolului al XX-lea. 

## Biografie
Mario Pomilio a câștigat premiul Strega (1983) pentru Il Natale del 1833 (Rusconi), premiul Campiello (1965) pentru La compromissione și, în Franța, premiul pentru cea mai bună carte din străinătate (1977) cu A cincea Evanghelie (în italiană Il Quinto evangelio), publicată în franceză de Fayard. A fost deputat în 1984–1989 din partea creștin-democraților.